# 26851 Sarapul
26851 Sarapul è un asteroide della fascia principale. Scoperto nel 1992, presenta un'orbita caratterizzata da un semiasse maggiore pari a 2,7249000 UA e da un'eccentricità di 0,2690610, inclinata di 11,15879° rispetto all'eclittica.